# لیگ برتر فوتبال ایرلند شمالی
 لیگ برتر فوتبال ایرلند شمالی  (به ایرلندی: NIFL Premiership) معتبرترین لیگ فوتبال در کشور ایرلند شمالی است که از سال ۱۸۹۰ بنیان‌گذاری و از سال ۲۰۰۸ تاکنون با سیستم کنونی برگزار می‌شود. این لیگ از ۱۲ تیم که از سراسر کشور ایرلند شمالی در آن شرکت می‌کنند برگزار می‌شود.
باشگاه فوتبال لینفیلد با ۵۱ عنوان قهرمانی پرافتخارترین تیم این سری مسابقات به حساب می‌آید.دنسک بانک حامی مالی لیگ برتر فوتبال این کشور است.

## شکل برگزاری
این مسابقات به صورت یک لیگ ۱۲ تیمی برگزار می‌شود که هر تیم باید ۳ بار در مقابل رقیبان خود قرار بگیرد، یعنی ۲ بازی در خانه و یک بازی خارج از خانه یا بلعکس (در مجموع ۳۳ بازی). پس از پایان این بازی‌ها لیگ به دو قسمت تقسیم می‌شود، ۶ تیم بالا و ۶ تیم پایین جدول رده‌بندی. سپس تیم‌ها به صورت دوره‌ای تنها یک بار با رقیبان خود بازی می‌کنند (۵ بازی که در مجموع کل ۳۸ بازی) تا در پایان رده‌بندی نهایی تیم‌ها در جدول مشخص شود.ضمناً ۵ بازی نهایی تغییر در رده‌بندی تیم‌ها در جدول ۲ قسمت شده لیگ ندارد ( یعنی اگر تیمی که در پایان ۳۳ بازی مکان هفتم جدول را به‌دست آورده باشد، در پایان این پنج بازی حتی اگر امتیازاتش از رتبه‌های بالاتر از خود هم بیشتر باشد در رده‌بندی نهایی لیگ باز هم در قسمت ۶ تیم بالای جدول قرار نمی‌گیرد به عبارتی دیگر ۶ تیم بالای جدول در پنج بازی پایانی برای قهرمانی و کسب سهمیه در اروپا بازی می‌کنند و ۶ تیم پایین جدول تنها برای بقا و فرار از حذف به دسته پایین‌تر بازی می‌کنند

لیگ برتر فوتبال ایرلند شمالی از اواسط ماه اوت آغاز می‌شود و در نخستین شنبه ماه مه پایان می‌یابد و مسابقات همانند لیگ برتر انگلستان در تعطیلات کریسمس به صورت فشرده برگزار می‌شود. ملاک قهرمانی در لیگ امتیاز بیشتر است، اما در صورت مساوی بودن امتیازات تفاضل گل سپس گل زده بیشتر و آنگاه بازی رودررو محاسبه می‌شود. در صورت مساوی بودن تمامی این ملاک‌ها یک بازی رودررو بین دو تیم برگزار می‌شود.

## سهمیه اروپایی
تیم قهرمان لیگ سهمیه لیگ قهرمانان در فصل آینده را به‌دست می‌آورد و تیم‌های دوم و سوم رده‌بندی لیگ سهمیه لیگ اروپا را به‌دست می‌آورند.

## صعود و سقوط
تیم دوازدهم لیگ برتر مستقیماً به لیگ دسته اول سقوط می‌کند و به جای آن، تیم قهرمان لیگ دسته اول مستقمیاً به لیگ برتر صعود می‌کند. تیم یازدهم لیگ برتر هم در یک بازی به صورت رفت و برگشت به مصاف تیم دوم لیگ دسته اول می‌رود، برنده این بازی تیم دوم صعودکننده به لیگ برتررا مشخص می‌کند.

## ضریب نمره یوفا
در ۲۶ ژوئن سال ۲۰۱۳، لیگ برتر ایرلند شمالی با کسب ۳٫۰۸۳ در ضریب نمره‌دهی استانداردهای لیگ‌های اروپایی توسط یوفا در رتبه ۴۷ام (از میان ۵۴ کشور اروپایی) این رده‌بندی قرار گرفت.
- ۴۵  لیختن‌اشتاین
- ۴۶  لوکزامبورگ
- ۴۷  ایرلند شمالی
- ۴۸  ولز
- ۴۹  استونی
- فهرست کامل رده‌بندی

## پرافتخارترین باشگاه‌ها
| باشگاه           | قهرمانی | نایب قهرمانی | واپسین قهرمانی | رتبه در فصل پیش (۲۰۱۳–۱۴) |
| لینفیلد          | ۵۱      | ۲۲           | ۲۰۱۱–۱۲        | ۲                         |
| گلنتوران         | ۲۳      | ۲۴           | ۲۰۰۸–۰۹        | ۶                         |
| * بلفاست سلتیک   | ۱۴      | ۴            | ۱۹۴۷–۴۸        |                           |
| لیسبورن دیستیلری | ۶       | ۸            | ۱۹۶۲–۶۳        | حضور نداشت                |
| کلیفتونویل       | ۵       | ۶            | ۲۰۱۳–۱۴        | ۵                         |
| کراسودرس         | ۵       | ۴            | ۲۰۱۴–۱۵        | قهرمان                    |

- باشگاه بلفاست سلتیک در سال ۱۹۴۹ منحل شد.